# Ricuzenius nudithorax
Ricuzenius nudithorax är en fiskart som beskrevs av Bolin, 1936. Ricuzenius nudithorax ingår i släktet Ricuzenius och familjen simpor. IUCN kategoriserar arten globalt som livskraftig. Inga underarter finns listade i Catalogue of Life.